# Malabero
Malabero is een bestuurslaag in het regentschap Bengkulu van de provincie Bengkulu, Indonesië. Malabero telt 2383 inwoners (volkstelling 2010).